# Algot Lönn
Algot Lönn (18 dicembre 1887 – 3 aprile 1953) è stato un ciclista su strada svedese.

## Palmarès

### Olimpiadi
- Oro a Stoccolma 1912 nella corsa a squadre.